# Gianni Bertini
Gianni Bertini (Pisa, 31 agosto 1922 – Caen, 8 luglio 2010) è stato un artista italiano attivo nel campo della pittura, della grafica, e della poesia visuale.

## Produzione artistica
Laureato in Matematica alla Normale di Pisa, fu interprete della pittura informale, corrente in cui introdusse la cosiddetta "bertinizzazione", ovvero una meccanizzazione del gesto pittorico, affine alla Mechanical art (o Mec Art) teorizzata dal critico francese Pierre Restany nel 1965 e alla quale aderirono tra gli altri i francesi Alain Jaquet e Pol Bury e gli italiani Mimmo Rotella, Aldo Tagliaferro, Bruno Di Bello ed Elio Mariani.
Nella Mec Art la pittura viene superata e gli artisti si pongono in relazione con le immagini meccaniche provenienti dai nuovi media che si stavano diffondendo nella nuova società: televisione, rotocalchi, cinema. Queste immagini venivano riportate con la tecnica della tela emulsionata, quindi trasportate su tela e mescolate alla pittura, utilizzando il medium fotografico come il più attinente a rappresentare i profondi cambiamenti iconografici nell'epoca delle immagini.
La prima mostra della Mec Art in Italia è alla Galleria Blu di Milano nel 1966 curata da Pierre Restany.
Animato da un «invincibile narcisismo, appena corretto da un pizzico di autoironia», per tutti gli anni sessanta produsse a Parigi opere di notevole impatto ed aggressività, su temi quali il consumismo, la moda, il sesso, le conquiste spaziali ed altri cliché della società contemporanea, costituite da collages fotografici con interventi pittorici via via sempre minori.
Questa esuberanza artistica scemò drasticamente a partire dal decennio successivo, a metà del quale e per buona parte degli anni ottanta l'opera di Bertini fu caratterizzata da quelli che alcuni critici giudicarono una caduta di stile ed una perdita di sincerità artistica, improntata ad una ricerca della provocazione a tutti i costi. In Ricominciare dall'abc: abbacco o esemplarismo – non c'è più niente a cui credere (opuscolo pubblicato dallo stesso Bertini nel 1978 per l'editore Castelli & Rosati, con contributi, tra gli altri, di Luciano Inga Pin, Gillo Dorfles, Pierre Restany e Giulio Carlo Argan), Dorfles scrisse: «Sei troppo smaliziato [...] per non sapere quello che fai. Se questi quadri me li facesse uno X di cui non so il passato storico, diciamo l'iter creativo, io potrei dire subito che sono delle porcherie. [...] Raggiunto un effetto dissacratorio [...] raggiungi un risultato artistico dei giorni nostri?». A osservazioni meno negative mosse da Argan, per il quale i lavori di Bertini sarebbero stati da giudicare prescindendo dalla qualità pittorica ed estetica, metro di giudizio opinabile e pericoloso, Giorgio Di Genova rispose: «Se si prescinde dalla qualità del dato linguistico, che cosa ci resta per distinguere un'opera d'arte dal povero lavoro di un untorello?», e aggiunse che nelle sue opere si notava «una specie di aria di Neorealismo di ritorno, che infastidisce. [Rappresentando] gli autonomi che sparano con la P38, le famiglie di sfrattati, bambini piangenti accanto a madri, vittime innocenti della violenza dei nostri tempi, si ripete il vecchio equivoco del Neorealismo, che era appunto di scambiare il messaggio artistico col contenuto dell'opera, quando il vero messaggio è costituito solo dallo specifico espressivo».
A partire dalla metà degli anni ottanta le opere di Bertini tornarono all'ispirazione ironica e dinamica dei primi anni, basata sulla contaminazione fra pittura e la riproduzione grafica e fotografica.
Partecipò alla XXIX Biennale di Venezia del 1958 e con sala personale alla XXXIV edizione del 1964; fu anche presente alla IX, X e XI edizione della Quadriennale di Roma (1965, 1972, 1986).

## Gianni Bertini nei musei
- MAGI '900 di Pieve di Cento (BO)
- Fondazione Biscozzi Rimbaud Lecce